# 90210
90210 è stata una serie televisiva statunitense di genere teen drama, andata in onda per cinque stagioni dal 2008 al 2013, sul network The CW.
La serie è stata ideata da Rob Thomas e sviluppata poi da Gabe Sachs e Jeff Judah; è la quarta serie del franchise di Beverly Hills 90210, ma ne è anche la sua continuazione. 90210 si riferisce allo zip code (termine con cui negli USA si indica il codice di avviamento postale) del quartiere residenziale Beverly Hills di Los Angeles.
La serie ruota attorno alla famiglia Wilson e ad altri ricchi studenti del fittizio liceo "West Beverly High", dove Annie Wilson (Shenae Grimes) e Dixon Wilson (Tristan Wilds) si sono appena trasferiti. Il loro padre, Harry Wilson (Rob Estes) torna dal Kansas a Beverly Hills, nella sua casa d'infanzia, per prendersi cura della madre, ex-star della televisione, Tabitha Wilson (Jessica Walter) che è ora un'alcolista. Annie e Dixon provano a farsi una nuova vita conoscendo amici e seguendo i consigli dei genitori. Nella prima stagione appaiono anche membri della serie originale tra i quali: Jennie Garth, Shannen Doherty, Tori Spelling e Joe E. Tata; tuttavia, a partire dalla seconda stagione, nessuno di questi personaggi apparirà più nella serie (ad eccezione della Garth che compare anche per metà della suddetta).
90210 è stata trasmessa in Italia in prima visione su Rai 2 (per le prime quattro stagioni) e su Rai 4 (la quinta ed ultima stagione). Le repliche della serie sono andate in onda in prima visione satellitare su Fox.

## Trama

### Prima stagione
Così come faceva la serie originale, anche 90210 inizia con il trasloco di una famiglia. Questa volta non sono i Walsh, bensì i Wilson, formati da Debbie (Lori Loughlin) ed Harry Wilson (Rob Estes), con i figli Annie (Shenae Grimes) e Dixon (Tristan Wilds), ragazzo di colore da loro adottato. A differenza della serie-madre, inoltre, Harry è originario di Beverly Hills, e torna a casa sia per stare dietro alla madre Tabitha (Jessica Walter), sia per lavorare come preside al "West Beverly High". Tutta la famiglia tenta di coordinare le proprie nuove vite: Annie affronta tempi duri cercando di bilanciare i rapporti d'amore, a partire da quello col ricco Ty Collins (Adam Gregory), e quelli di amicizia. Allo stesso modo cerca di gestire la propria popolarità scolastica. Dixon mostra di avere qualche problema con la famiglia adottiva, a causa del suo retaggio afro-americano. A scuola i due fratelli conoscono la viziata Naomi Clark (AnnaLynne McCord), che frequenta lo sportivo Ethan Ward (Dustin Milligan). Con lui ben presto rompe i rapporti, a causa della cotta del ragazzo per la nuova arrivata Annie. Un'altra compagna di scuola è Silver (Jessica Stroup), sorellastra di Kelly Taylor (Jennie Garth) (divenuta nel frattempo consulente scolastico del West Bev.), che vive una situazione difficile con la madre. Ulteriori personaggi sono Navid (Michael Steger), il capo-redattore di origine persiana del giornale della scuola, e Adrianna (Jessica Lowndes), migliore amica di Naomi nonché attrice ed ex bambina prodigio, ora caduta nel tunnel della droga. Rimarrà incinta di Ty Collins.
A metà circa dell'anno scolastico Naomi conosce Liam (Matt Lanter), un ragazzo problematico con cui lei cerca di instaurare una relazione. Tornano nelle vicende brevemente anche Brenda Walsh (Shannen Doherty), Donna Martin (Tori Spelling) e Nat (Joe E. Tata). Nella prima stagione vengono affrontate le girandole di relazioni che i ragazzi intessono tra loro, fino alla scioccante festa di fine anno. Tra i vari accadimenti durante quest'evento, si ricorda Liam che finisce a letto con Jen (Sara Foster), sorella di Naomi, ingannato ed ingannato da lei; Annie invece investe accidentalmente un uomo, guidando ubriaca e scappando invece di soccorrerlo.

### Seconda stagione
Nella seconda stagione nuovi personaggi arrivano a Beverly Hills, sconvolgendo ancora di più i già turbolenti equilibri dei ragazzi. Annie non riesce a vivere con il peso del suo incidente non rivelato, e in aggiunta a ciò viene anche isolata da tutti gli amici, perché accusata ingiustamente da Naomi di essere stata con Liam la sera della festa di fine anno scolastico. Inizia così una storia con Jasper Herman (Zachary Ray Sherman), il nipote dell'uomo che lei ha investito e ucciso, un ragazzo isolato e dai modi alternativi, ma che si rivelerà essere infine un sociopatico, nonché uno spacciatore di droga.
Liam intanto non riesce a riallacciare i rapporti con Naomi, rimanendo bloccato ed ingannato dalle manipolazioni e dai ricatti di Jen fino a quando, con l'aiuto di alcuni amici fra cui Dixon e Navid, riesce finalmente a smascherare la ragazza, riabilitandosi agli occhi di Naomi. L'idillio non durerà, e i due si allontaneranno a causa dei loro diversi caratteri e per via di un'infatuazione nascente di Liam nei confronti di Annie.
Silver, che intanto ha lasciato Dixon, tenta di riconquistarlo. Non riuscendoci inizia poi una relazione con il nuovo arrivato Teddy (Trevor Donovan); una relazione complicata dai comportamenti da playboy e dalla vita da sportivo (cerca infatti di diventare un tennista professionista) di quest'ultimo. La ragazza, assieme alla sorella Kelly, affronta anche la malattia della madre Jakie, malata terminale di tumore. I rapporti di quest'ultima con le figlie non sono mai stati buoni, ma grazie al ritrovato affetto di Silver, la donna muore dopo essersi riconciliata con loro.
Adrianna lascia Navid infatuandosi di Teddy, ma si pente della sbandata e cerca di tornare con il ragazzo. Non riuscendoci immediatamente, prende però a frequentare la compagna di scuola Gia (Rumer Willis), scoprendo un suo lato saffico; ma Gia dopo un litigio la tradisce, ponendo fine alla loro relazione. Ciò permette ad Adrianna di tornare finalmente con Navid, ancora innamorato di lei.
Dixon frequenta brevemente una ragazza più grande di lui, per poi mettersi infine con la nuova arrivata Ivy (Gillian Zinser). I due dapprima fingono per far ingelosire Silver e Liam, rispettivamente ex e oggetto del desiderio dei due, ma in seguito il loro rapporto crescerà fino a diventare del tutto reale.
Il matrimonio fra Harry e Debbie intanto entra irrimediabilmente in crisi.
Naomi finge delle molestie sessuali da parte di un nuovo professore, Miles Cannon (Hal Ozsan), ma ritratta prima di rovinargli la vita; sfortunatamente però, la sera del ballo di fine anno, la ragazza chiede all'uomo di aiutarla perché ha problemi con l'auto e il professore, consapevole della reputazione da bugiarda di Naomi, inizia sul serio ad abusare di lei.

### Terza stagione
Naomi tenta di dimenticare le violenze subite da Cannon tramite alcool e farmaci, ma quando le attenzioni di quest'ultimo si spostano su Silver le due, dopo varie incomprensioni e chiarimenti, provano ad incastrare Cannon a modo loro, prima fallendo e poi riuscendoci. Naomi, dopo una nuova amicizia con Ivy, avrà poi una relazione con Max (Josh Zuckerman); i due decidono di rimanere assieme a prescindere dai propri stili di vita completamente diversi, finché lei non gli rivela di essere incinta. Annie e Dixon affrontano la separazione dei genitori e la conseguente partenza del padre, nonché l'arrivo della cugina Emily (Abbie Cobb), la quale causerà non pochi problemi, derivati della sua infatuazione per Liam e della sua ossessione per Annie. Nel frattempo Annie inizia ad uscire con il fratellastro di Liam, Charlie (Evan Ross), il quale capirà col tempo che la persona di cui Annie è innamorata non è lui, bensì Liam. Compreso ciò decide di andare via e partire, risolvendo così anche i vecchi rancori che lo legavano al fratello, e permettendogli dunque di poter stare finalmente con Annie. Jen, dopo aver saputo della violenza subita da Naomi da parte di Cannon, tenterà di cambiare radicalmente, mostrando affetto e protezione nei confronti della sorella Naomi. In seguitò però abbandonerà Ryan dopo la nascita del loro figlio, Jacques. Ryan si avvicinerà così a Debbie. Adrianna viene coinvolta in un incidente d'auto in cui Javier (Diego Boneta) perde la vita; ne approfitterà per appropriarsi delle sue canzoni, raggiungendo una notorietà incredibile fino a quando il suo stesso manager non farà luce sulla vicenda. Il successo di Adrianna la porta ad allontanarsi da Navid, proprio quando lui ha maggiormente bisogno di qualcuno che gli stia accanto, a causa dei molteplici problemi sorti nella sua famiglia. Troverà allora conforto in Silver, che intanto si è lasciata alle spalle la storia con Teddy, a causa di una dipendenza dall'alcool di quest'ultimo. Teddy nel frattempo prende coscienza e accetta la propria omosessualità e dopo una sua breve relazione con Ian (Kyle Riabko), inizierà ad uscire con Marco (Freddie Smith), un giovane di umili origini con la passione per il calcio. Silver e Navid iniziano intanto ad avere una relazione, alimentando il triangolo con Adrianna, risolto nella felicità dei due; Adrianna verrà allontanata da tutti, avendo causato volontariamente alcuni problemi a Silver, legati al suo disturbo bipolare, come forma di vendetta. Dixon entra nel panico credendo di essere affetto da AIDS; la sua freddezza porta Ivy a tradirlo col nuovo arrivato Oscar (Blair Redford), cosa che metterà fine alla loro storia. Successivamente Ivy inizierà a fare uso di marijuana ed a seguito di ciò conosce Raj, ragazzo malato di cancro che utilizza la droga come antidolorifico, il quale trova nell'amore di Ivy la forza per iniziare a curarsi ed andare avanti.

### Quarta stagione
Naomi scopre di non essere realmente incinta e questa notizia mette in crisi il suo rapporto con Max e i due si lasciano; nel frattempo compra una villa dove alloggeranno anche Annie, Ivy e Raj e Lavora come organizzatrice di eventi, prima presso una famosa azienda, poi in proprio e instaurerà una relazione con Austin, un nuovo personaggio che sarà anche il coinquilino di Dixon e che difenderà Annie dalla polizia. Alla fine, però, i due si lasciano e sarà nuovamente in crisi quando dovrà organizzare il matrimonio di Max e la sua ragazza. Naomi si accorge di amare ancora Max e ferma il matrimonio irrompendo in chiesa e facendo riflettere il giovane ragazzo, che si dichiarerà e lascerà la sposa scappando con Naomi.
Il rapporto tra Silver e Navid inizierà a decollare quando Navid cercherà (anche mettendo a repentaglio la sua stessa vita) di mandare allo scoperto le azioni malavitose di suo zio nell'azienda che gestiscono, dovrà anche ospitare sua sorella minore, poiché l'unica rimasta a Beverly Hills insieme a lui. Teddy avrà difficoltà nel rivelare la sua omosessualità al padre e attraverserà un periodo difficile a causa del rifiuto da parte di esso. Partirà insieme al suo nuovo ragazzo lontano da Beverly Hills. Al suo ritorno, Silver gli chiederà di volere un figlio con lui, dato che dopo aver fatto delle analisi, scopre di aver ereditato il gene che potrebbe farle avere il cancro in futuro.
La storia tra Annie e Liam vivrà alti e bassi, dovuti a diverse situazioni: Liam chiede ad Annie di sposarlo, lei rifiuta ben due volte e Liam ubriaco sperpera tutto il suo denaro per comprare un bar che gestirà con successo prima insieme a Jane, un nuovo arrivo a Beverly Hills (si tratta della moglie di un suo amico defunto, che poi si scoprirà vivo, rimasta incinta prima della morte di quest'ultimo. Insieme si ritroveranno e andranno via da Beverly Hills); in seguito assumerà Adrianna come cameriera e ad aiutare a gestirlo ci sarà anche la sua nuova ragazza Vanessa (Arielle Kebbel), che incontrerà Liam dopo averlo investito (in realtà Vanessa finge di non aver mai investito l'uomo dopo aver visto una sua immagine su un tabellone pubblicitario, subito dopo aver provocato l'incidente). Annie scoprirà che Vanessa ha diverse personalità e metterà in guardia Liam, che però non decide di lasciarla, bensì di continuare la sua relazione. Annie inizialmente avrà dei problemi a riscuotere il denaro avuto dopo la morte di Marla, e dovrà lavorare come escort insieme a Bree (una sua amica di college), per poter aiutare il fratello Dixon a disintossicarsi.
Dixon entrerà nel tunnel della droga, ma riuscirà ad uscirci grazie anche ad Adrianna, tornata dall'Africa in cerca di pace. Silver inizia ad uscire con un insegnante del college che si scoprirà essere il padre di Maisy, la figlia naturale di Adrianna, che ha abbandonato 3 anni prima e che riuscirà a far riappacificare dopo tanta fatica Silver e Adrianna. Silver, più avanti, inizierà a provare qualcosa, ricambiata, per Liam.
Ivy e Raj affrontano un matrimonio difficile a causa della malattia del ragazzo, che lo porterà però ad una (fasulla) guarigione: sembra infatti che il tumore sia svanito ma in realtà solo Raj viene a sapere che le analisi erano sbagliate e decide di lasciare la moglie per evitare di farla soffrire. I due si separano, Ivy si riprende subito con un fotografo/artista di strada, che l'aiuterà a superare l'improvvisa e inaspettata morte di Raj. Al termine della stagione, fugge con il nuovo ragazzo lontano da Beverly Hills, per iniziare una nuova vita. Dixon subirà un gravissimo incidente stradale.

### Quinta stagione
Il progetto di Silver di avere un bambino tramite inseminazione artificiale prosegue e la sua scelta per il donatore cade su Teddy, tuttavia la situazione si complica quando Shane, il compagno del ragazzo, lo incita a fare in modo che i due contribuiscano a crescere il nascituro; Silver non accetta la situazione così lei e Teddy entrano in conflitto decidendo infine di scegliere Michaela, la sorella di Shane, come madre surrogata per portare a termine la gravidanza. Navid conosce Campbell Price, un viziato studente della CU a capo di una confraternita elitaria, il quale lo coinvolge in attività clandestine. Annie inizia una storia con Riley Wallace, un ragazzo disabile conosciuto durante la terapia riabilitativa di Dixon (sopravvissuto all'incidente stradale e rimasto temporaneamente invalido), ma il ragazzo muore in seguito ad un'operazione sperimentale per riacquistare l'uso delle gambe, spingendo la ragazza ad aprire un blog per raccontare le sue esperienze che verrà opzionato per diventare un libro e riaccendendo in lei dei sentimenti sopiti per Liam, dopo essere rimasta vittima di una sparatoria ad opera di una psicopatica invaghitasi di quest'ultimo. Dixon si rimette dall'incidente, ma pone fine alla sua relazione con Adrianna a causa del tradimento di quest'ultima e, dopo una breve relazione con una ragazza di nome Megan, assume Michaela per incidere un album. Liam viene ricattato da Vanessa che lo spinge così al limite che il ragazzo la spinge giù da una balconata credendo di averla uccisa, ma la donna in realtà è viva e lo ricatta, ma si pente poi salvandolo dalle grinfie di Ashley, una ragazza fintasi poliziotto per stalkerare Liam, il quale, in seguito alle brutte esperienze, si getta in incontri di boxe clandestina in preda ad uno stress post-traumatico mettendo così la sua carriera di attore da parte. Adrianna, dopo essersi liberata di Dixon, il quale per vendetta le tormentava la vita e la carriera, decide di aprire un'attività con Silver. Naomi si sposa con Max, ma entra ben presto in contrasto con Alec, il socio in affari di Max segretamente innamorato di quest'ultimo, e, dopo varie peripezie, fa perdere il lavoro al marito e i due decidono di lasciarsi; la ragazza allora si mette in cerca e trova Mark, il fratellastro avuto dalla madre col padre di Annie diversi anni prima, ed inizia a stringerci un rapporto. Mark nel frattempo si innamora di Silver, che tiene nascosta la sua relazione con quest'ultimo ad Adrianna (che è anche lei interessata al fratellastro di Naomi e dei Wilson). Adrianna lo viene a sapere e accusa Silver di essere un'egoista egocentrica e tra le due scoppia una guerra che vedrà incluso anche Navid...

## Episodi
| Stagione         | Episodi | Prima TV originale | Prima TV Italia |
| ---------------- | ------- | ------------------ | --------------- |
| Prima stagione   | 24      | 2008-2009          | 2009            |
| Seconda stagione | 22      | 2009-2010          | 2010            |
| Terza stagione   | 22      | 2010-2011          | 2011            |
| Quarta stagione  | 24      | 2011-2012          | 2012            |
| Quinta stagione  | 22      | 2012-2013          | 2013            |

## Personaggi e interpreti

### Personaggi principali
- Harry Wilson (stagioni 1-2), interpretato da Rob Estes, doppiato da Mauro Gravina.
- Annie Wilson (stagioni 1-5), interpretata da Shenae Grimes, doppiata da Alessia Amendola.
- Dixon Wilson (stagioni 1-5), interpretato da Tristan Wilds, doppiato da Alessio De Filippis.
- Naomi Clark (stagioni 1-5), interpretata da AnnaLynne McCord, doppiata da Gemma Donati.
- Ethan Ward (stagione 1), interpretato da Dustin Milligan, doppiato da Andrea Mete.
- Prof. Ryan Matthews (stagioni 1-3), interpretato da Ryan Eggold, doppiato da Gianfranco Miranda.
- Erin Silver (stagioni 1-5), interpretata da Jessica Stroup, doppiata da Francesca Manicone.
- Navid Shirazi (stagioni 1-5), interpretato da Michael Steger, doppiato da Paolo Vivio.
- Debbie Wilson (stagioni 1-3, guest star 5), interpretata da Lori Loughlin, doppiata da Sabrina Duranti.
- Tabitha Wilson (stagione 1), interpretata da Jessica Walter, doppiata da Marina Tagliaferri.
- Adrianna Tate-Duncan (stagioni 1-5), interpretata da Jessica Lowndes, doppiata da Valentina Mari.
- Liam Court (stagioni 2-5, ricorrente 1), interpretato da Matt Lanter, doppiato da Gabriele Lopez.
- Teddy Montgomery (stagioni 2-5), interpretato da Trevor Donovan, doppiato da Patrizio Cigliano.
- Ivy Sullivan (stagioni 2-4), interpretata da Gillian Zinser, doppiata da Monica Vulcano.

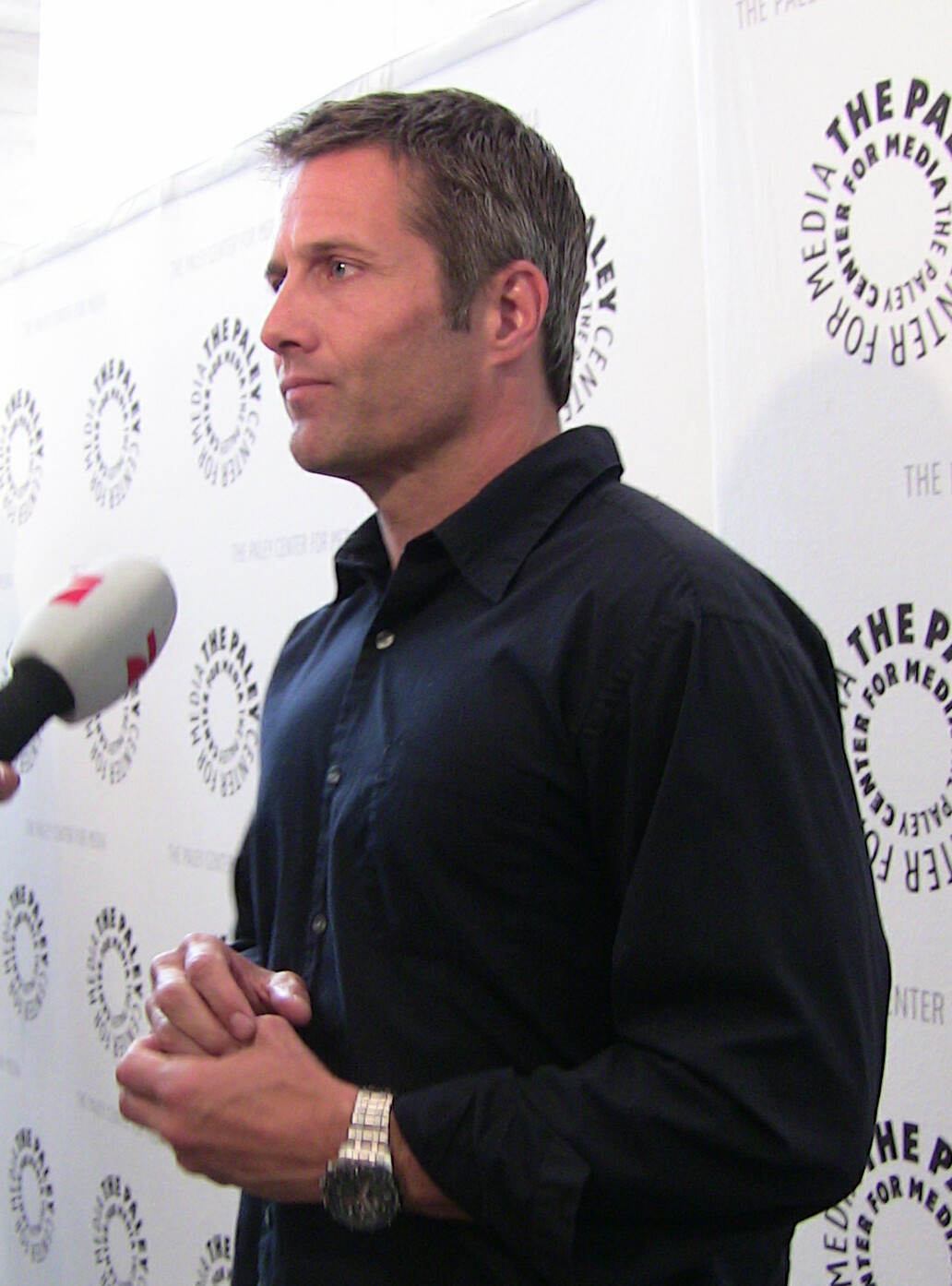
Rob Estes interpreta Harry Wilson
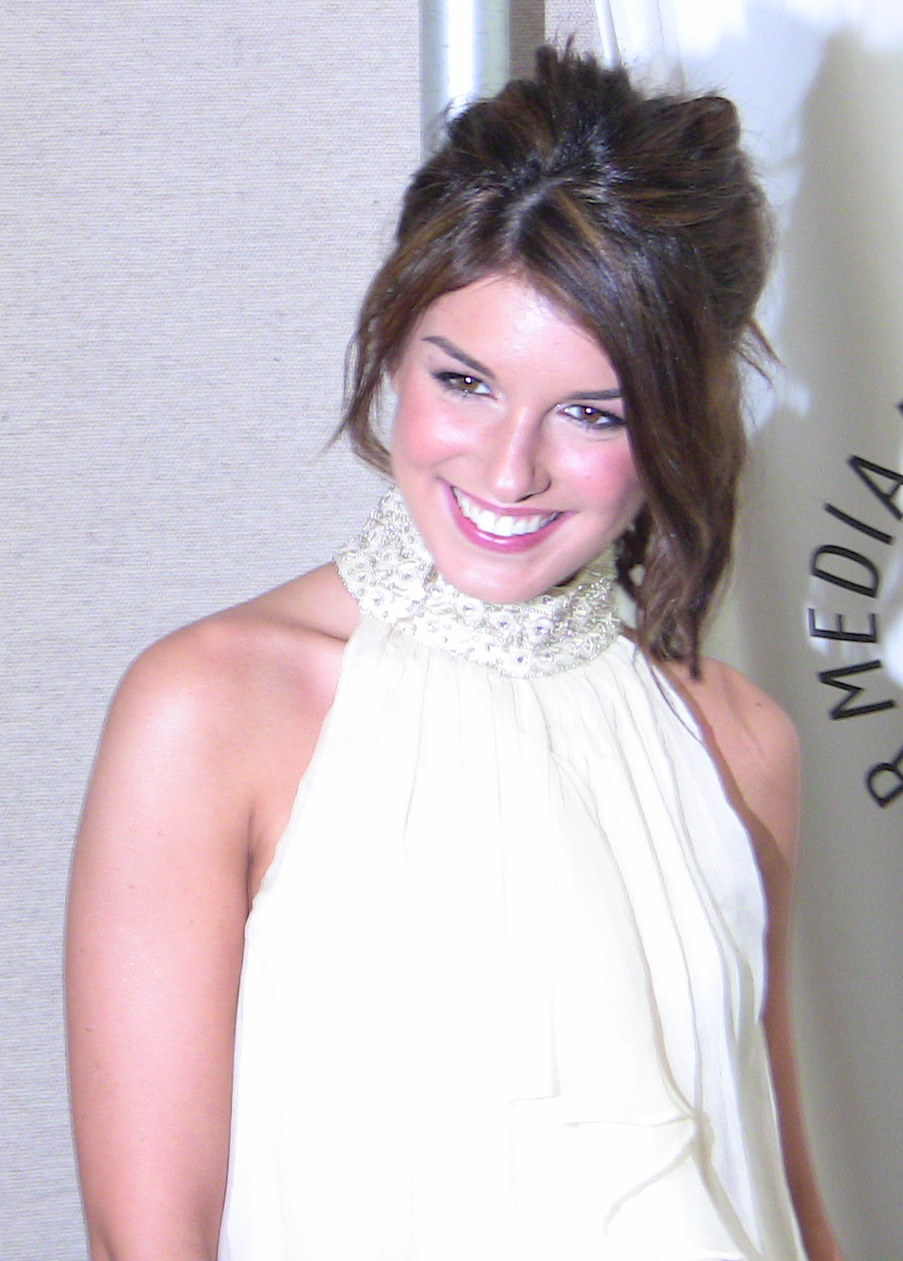
Shenae Grimes interpreta Annie Wilson
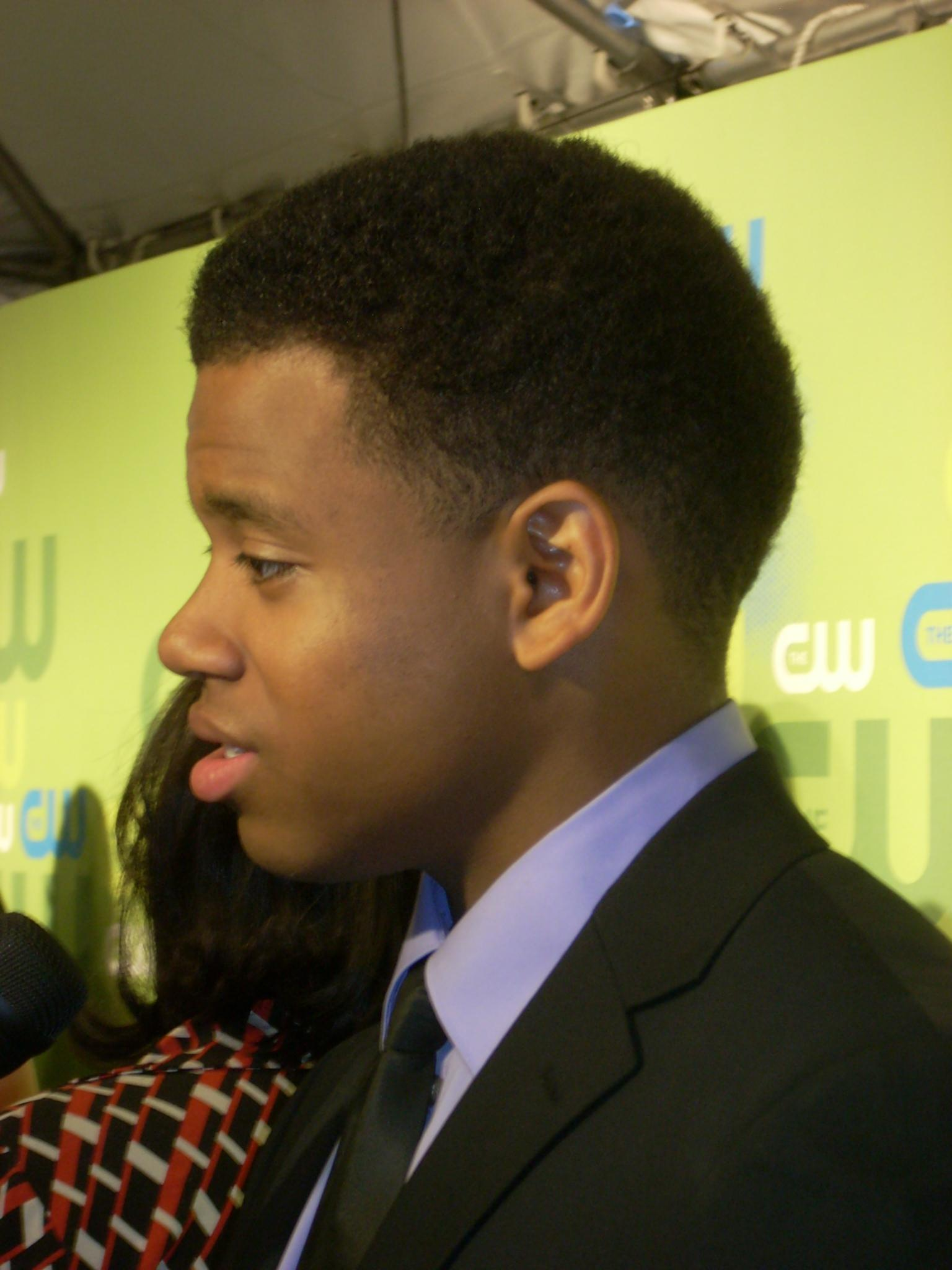
Tristan Wilds interpreta Dixon Wilson
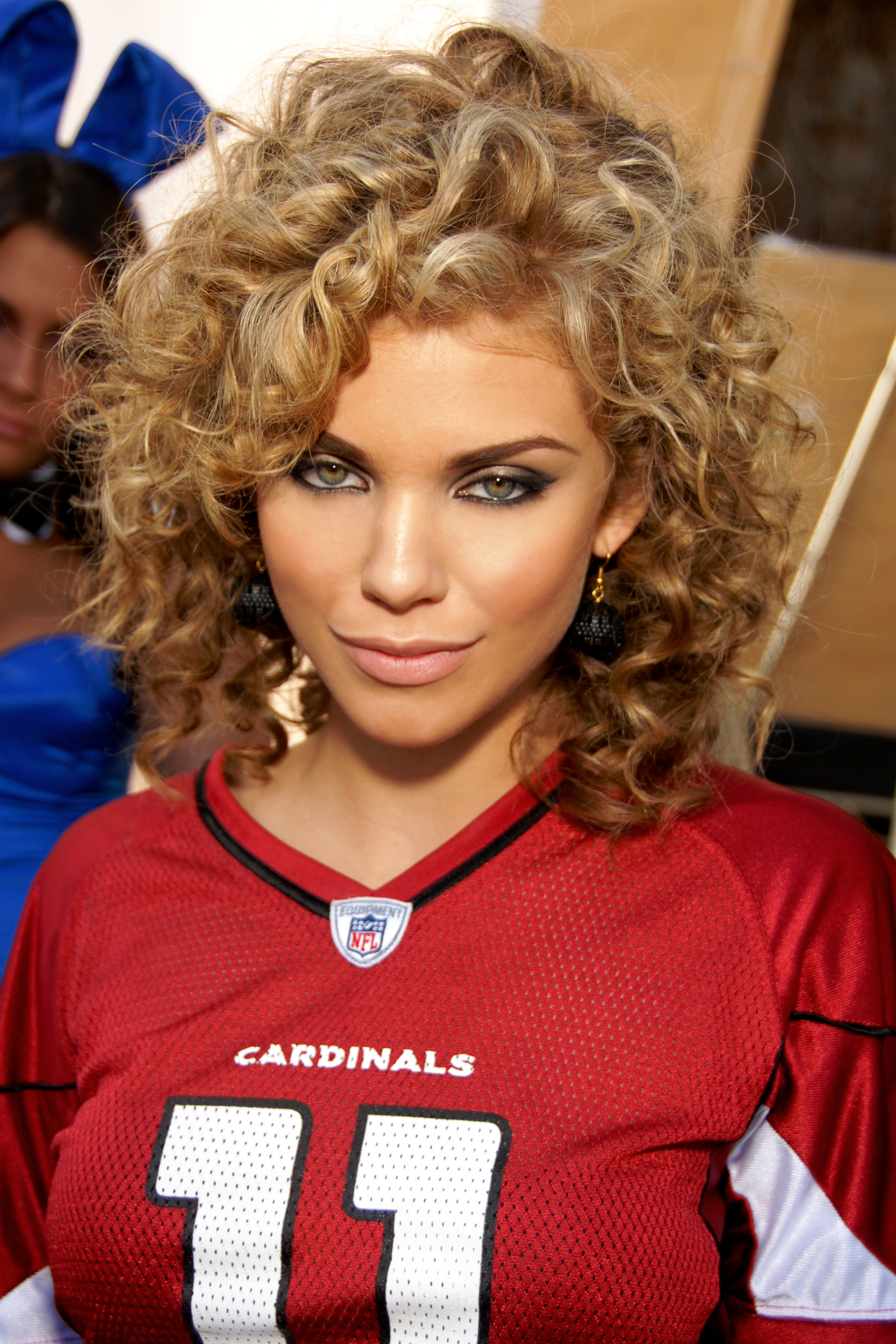
AnnaLynne McCord interpreta Naomi Clark
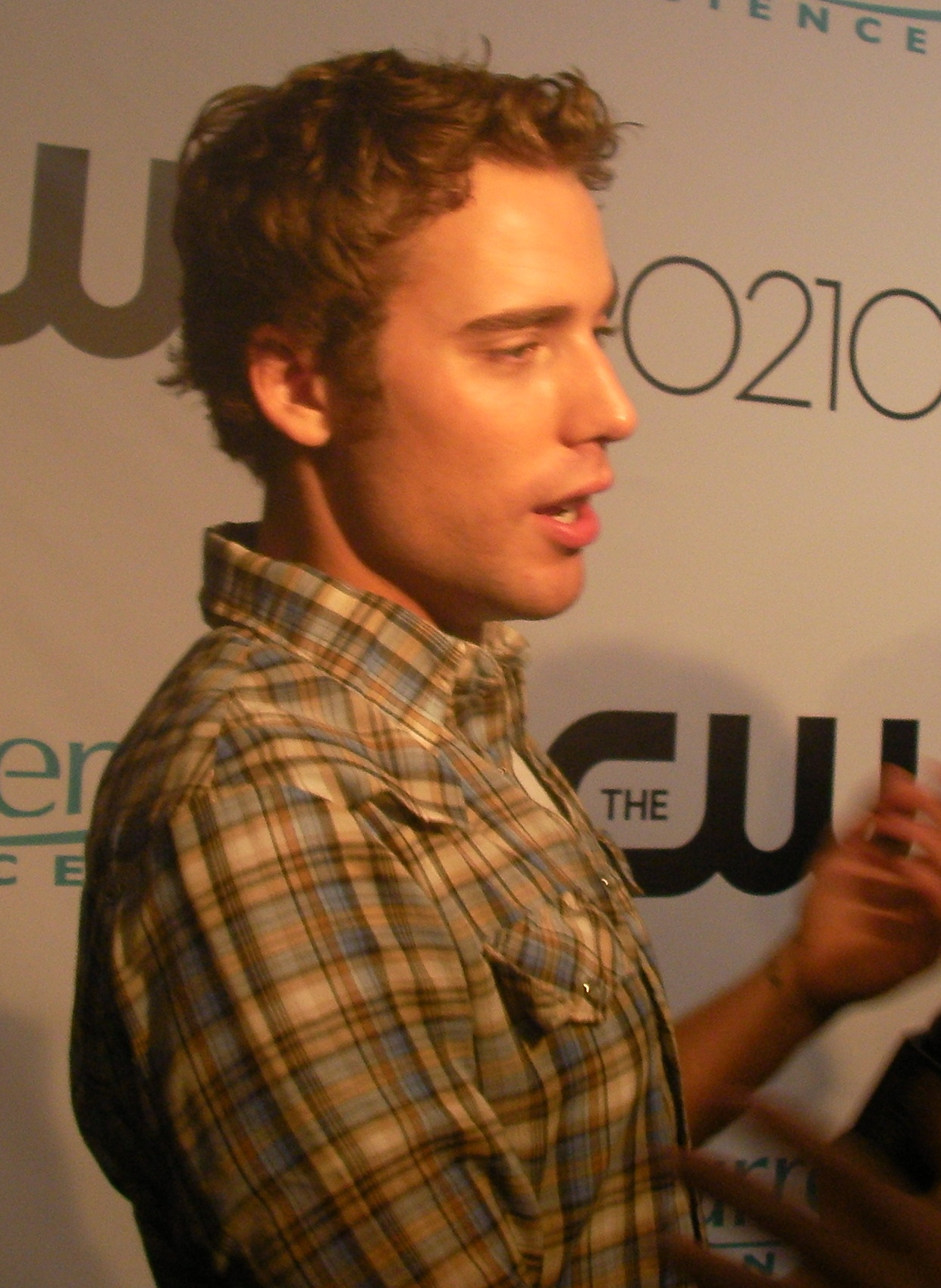
Dustin Milligan interpreta Ethan Ward.
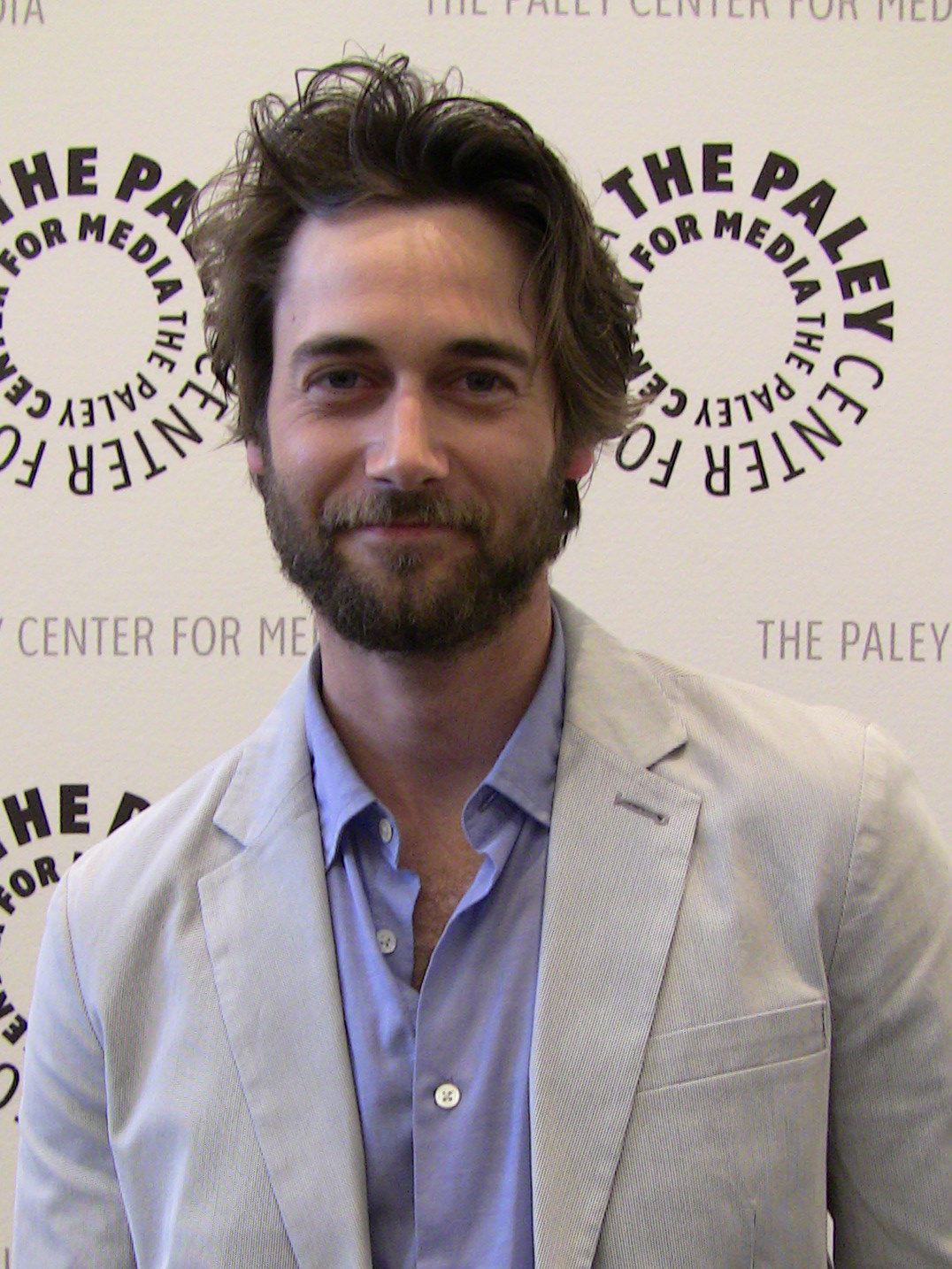
Ryan Eggold interpreta Prof. Ryan Matthews
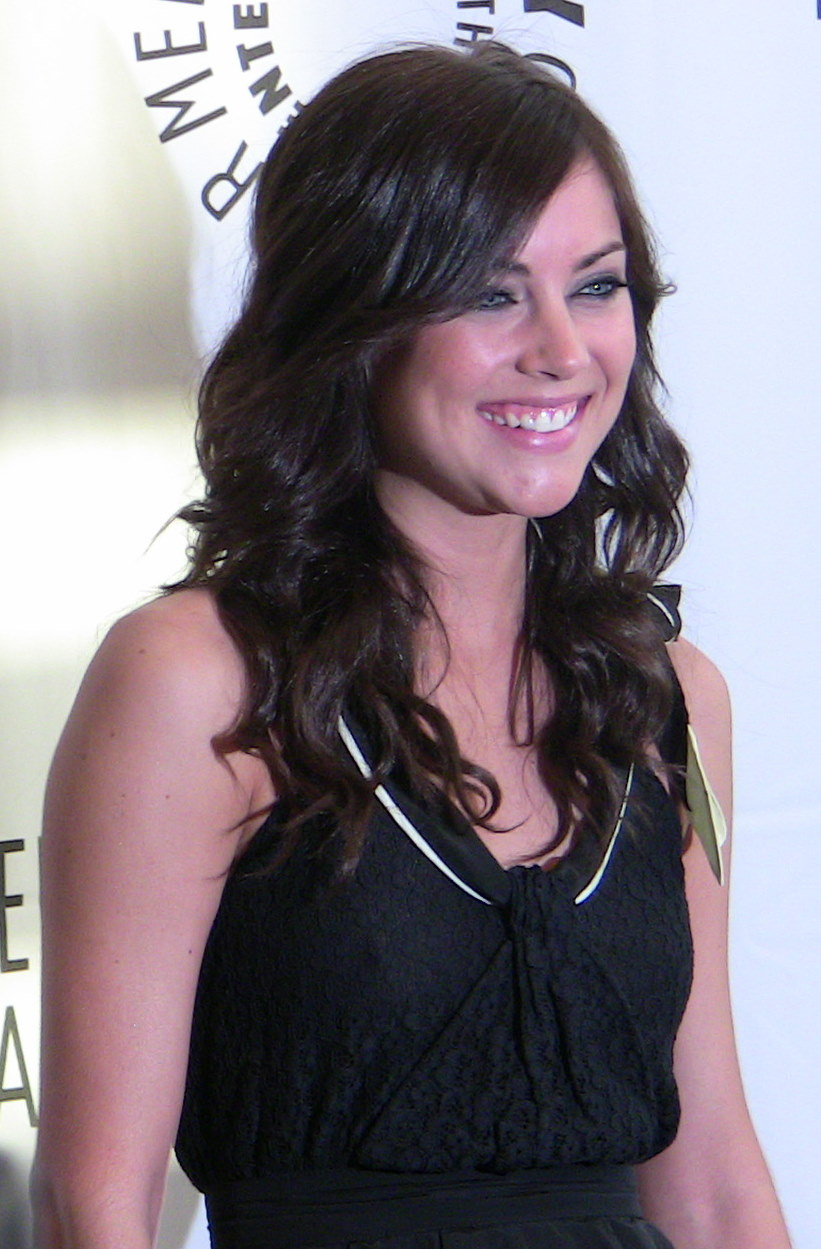
Jessica Stroup interpreta Erin Silver
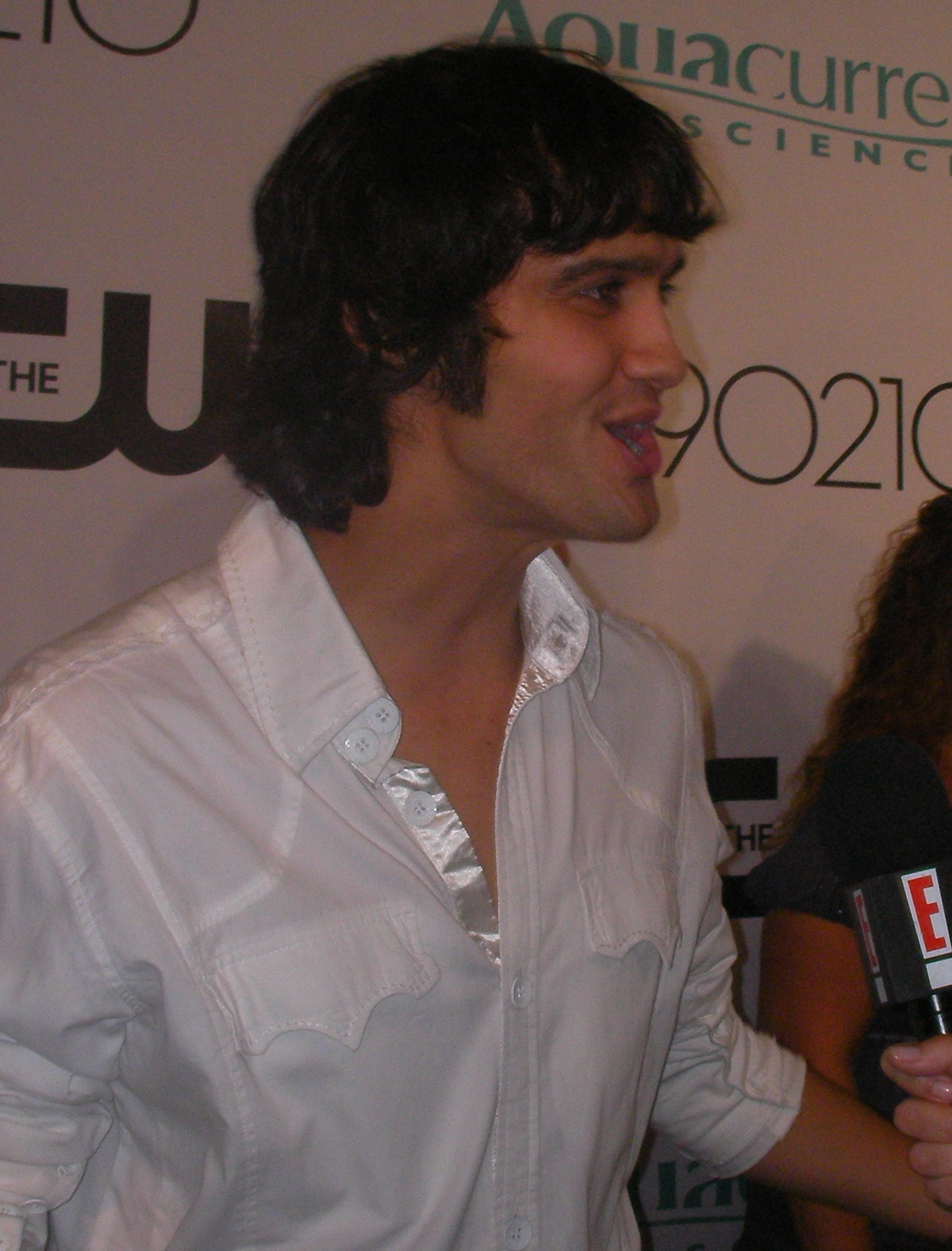
Michael Steger interpreta Navid Shirazi
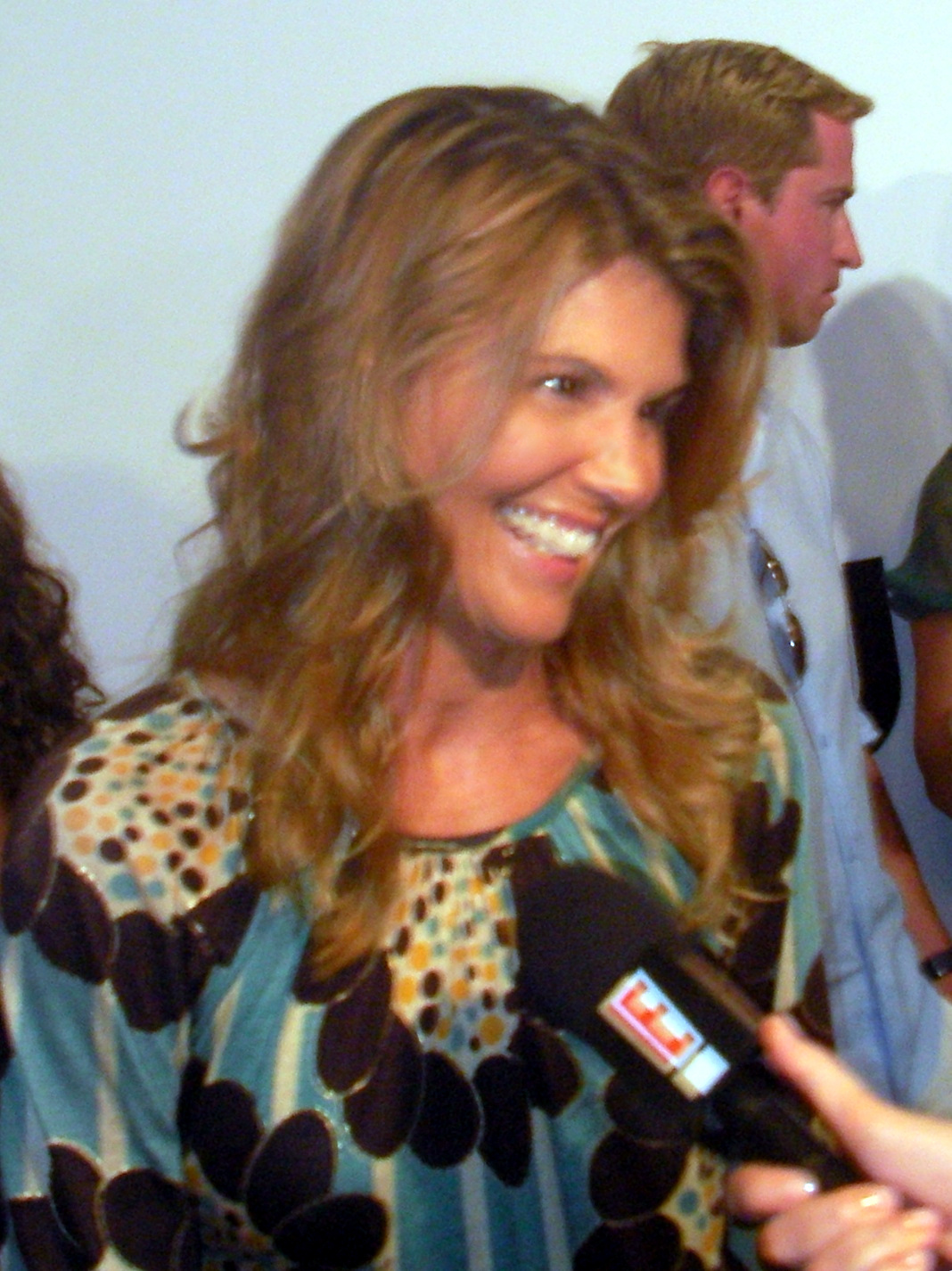
Lori Loughlin interpreta Debbie Wilson
Jessica Walter interpreta Tabitha Wilson
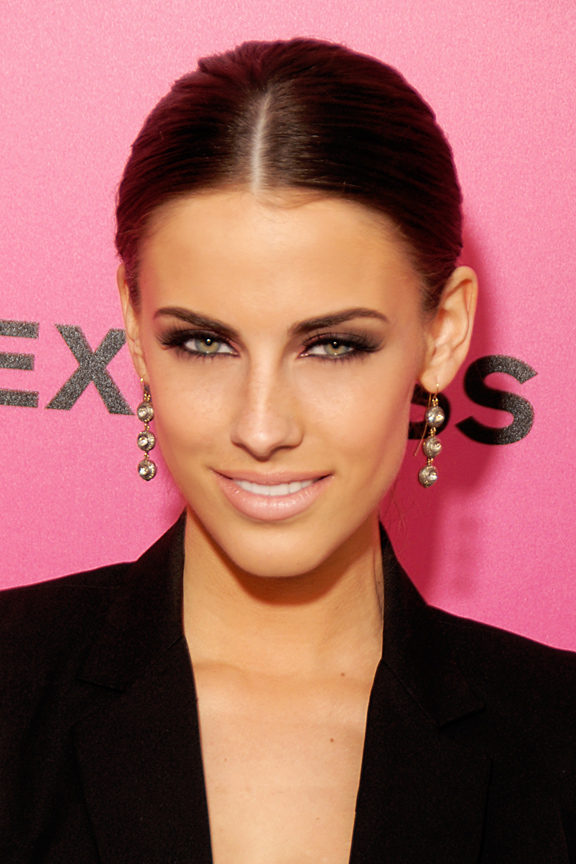
Jessica Lowndes interpreta Adrianna Tate-Duncan
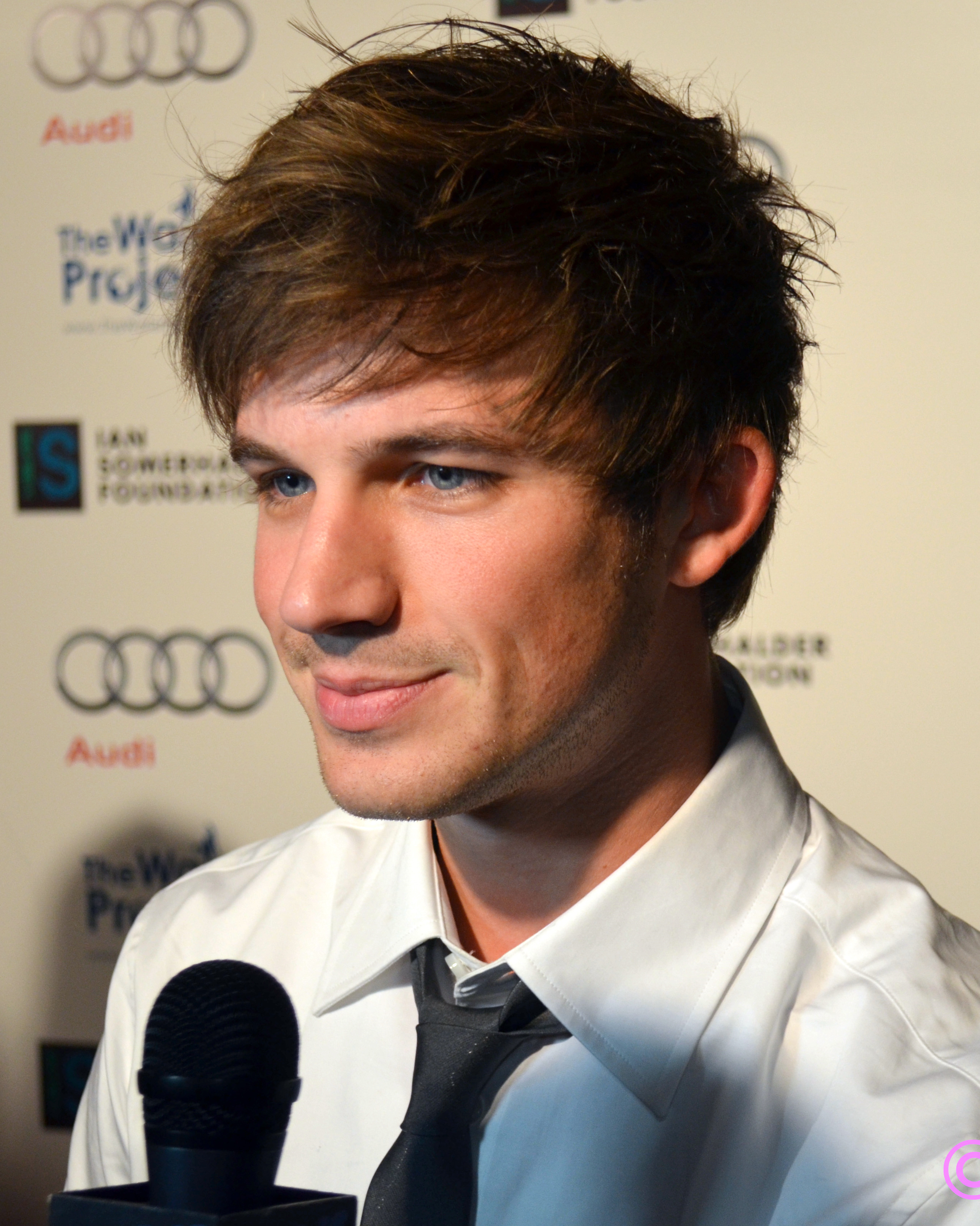
Matt Lanter interpreta Liam Court
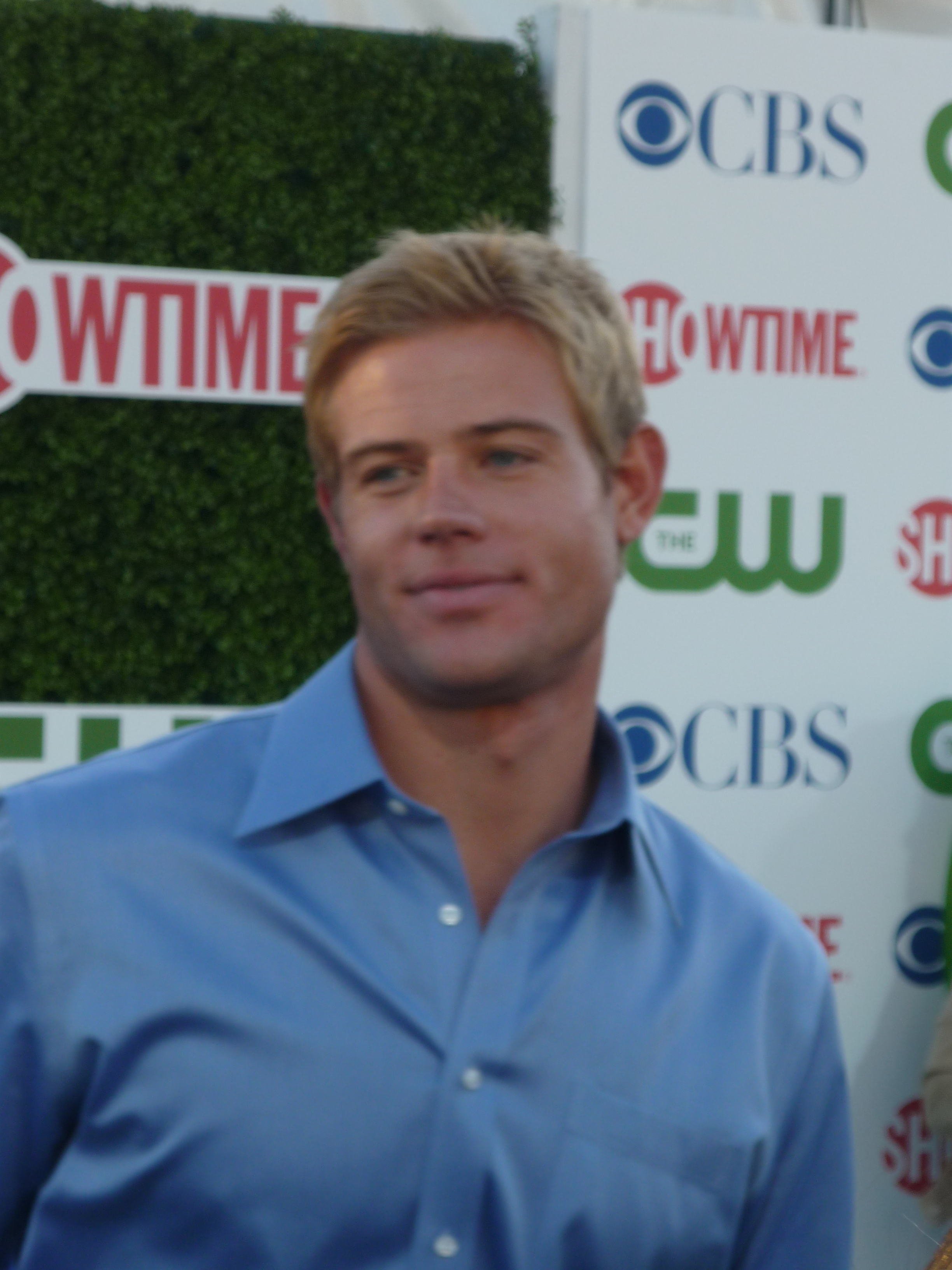
Trevor Donovan interpreta Teddy Montgomery

## Produzione

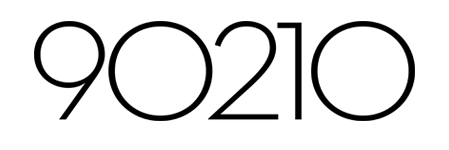
Logo della serie

Il 13 marzo 2008 The Hollywood Reporter annunciò con stupore che The CW aveva in progetto uno spin off contemporaneo sulla serie cult Beverly Hills 90210. Il progetto fu fortemente accelerato per volontà del network che aspettava un episodio pilota già entro la fine del mese. Venne annunciato che Darren Star, il creatore di Beverly Hills 90210, non sarebbe stato coinvolto nel progetto. Il creatore di Veronica Mars, Rob Thomas, fu ingaggiato per scrivere il pilota che sarebbe stato diretto da Mark Piznarski.
Una bozza dettagliata dell'episodio pilota fu resa disponibile il 17 marzo 2008; in essa c'era un abbozzo di trama e dei nuovi personaggi, nessuno dei quali sarebbe stato collegato con quelli della serie originale. La nuova serie presentava le medesime premesse, ovvero una famiglia con due figli adolescenti che si trasferisce a Beverly Hills dal Midwest e per riflettere la situazione delle scuole di Beverly Hills, dove il 40% degli studenti sono di discendenza persiana, fu creato il personaggio di Navid Shirazi. Rob Thomas avrebbe voluto inserire il "Peach Pit", la tavola calda di Beverly Hills 90210, che non sarebbe apparsa nel primo episodio. Lo sceneggiatore pensò di far lavorare i due fratelli in un cinema perché non voleva che usassero le carte di credito dei genitori; Thomas rivelò che voleva anche reinserire un personaggio della serie originale, ma non sapeva ancora chi visto che non si era ancora consultato con la produzione. In seguito Thomas scoprì che i produttori volevano inserire più personaggi possibili provenienti dalla serie originale ma non volevano che comparissero tutti subito nell'episodio pilota.
Il 14 aprile 2008, Rob Thomas rivelò che abbandonava la serie per concentrarsi su due progetti per la ABC. Gabe Sachs & Jeff Judah (creatori del serial Life As We Know It) furono assunti come nuovi produttori esecutivi della serie e riscrissero una nuova versione dell'episodio pilota verso fine aprile. Sachs disse che, nonostante la sceneggiatura di Thomas fosse molto buona, la loro versione sarebbe stata "più acuta". Judah disse che stavano cercando di portare la sceneggiatura nella realtà con personaggi, storie ed emozioni reali. Gli sceneggiatori volevano che il pubblico si relazionasse con i problemi dei personaggi, che volevano fossero autentici ed emotivi ma anche comici; i due erano poi interessati a raccontare diverse storie contemporaneamente usando più personaggi. Il duo cambiò il nome della famiglia da Mills a Wilson ed il nome della madre da Celia a Debbie; inoltre i due stavano aggiungendo diversi momenti comici alla storia. Sachs e Judah volevano che i genitori fossero una parte importante nella vita dei ragazzi e perciò li descrissero come genitori contemporanei. Visto che entrambi i produttori erano genitori, elaborarono la sceneggiatura in modo che includesse molte storyline per gli adulti ed un forte punto di vista genitoriale. Judah voleva concentrarsi sul modo in cui la famiglia cerca di mantenere la sua bussola morale dopo essersi trasferita a Beverly Hils e sul modo in cui i genitori si relazionano ai figli adolescenti. L'11 maggio, il giorno prima della presentazione dei palinsesti, la CW ordinò ufficialmente la serie per la stagione 2008-2009.
Dopo aver avuto disguidi con il network per via delle storie affrontate, Sachs e Judah furono "declassati" a semplici sceneggiatori. La CW voleva che la serie avesse una prospettiva femminile e che si concentrasse di più sui soldi e sul glamour; tuttavia Sachs e Judah si trovavano più a loro agio scrivendo dal punto di vista maschile. Perciò, Judah iniziò a lavorare alla post-produzione mentre Sachs seguiva la produzione sul set. La CW assunse Rebecca Rand Kirschner-Sinclair per riavviare la serie come capo-sceneggiatore. Verso fine febbraio 2009, la Sinclair firmò un contratto per rimanere come produttrice esecutiva dello show durante la seconda e terza stagione. Con l'arrivo della nuova sceneggiatrice, i toni della serie diventano più seri, i ritmi più di ampio respiro ed aumentano le interazioni tra i protagonisti che, precedentemente, vivevano ognuno una storyline a sé stante separati gli uni dagli altri.
Al termine della terza stagione, la Sinclair annunciò di volersi dedicare ad altri progetti e lasciò la guida della serie che passò nelle mani del duo di autori Patti Carr e Lara Olsen appena reduci dalla cancellata serie Life Unexpected in onda fino a quella stagione sempre sulla The CW. Le due showrunner vennero poi confermate per condurre le storie anche del quinto ciclo.

### Casting
Il 13 marzo 2008, Kristin Dos Santos di E! Online, confermò che la serie sarebbe stata uno spin-off con nuovi personaggi e non un remake. Il casting della serie è iniziato ancor prima che venisse scritto l'episodio pilota: il primo ad essere ingaggiato è stato Dustin Milligan, seguito poi da AnnaLynne McCord.
La parte principale, quella di Annie Wilson, sembrava fosse stata offerta inizialmente alla cantante/attrice Hilary Duff, che però ha smentito le indiscrezioni. La parte quindi venne affidata a Shenae Grimes, molto conosciuta dal popolo statunitense per la sua partecipazione alla serie televisiva Degrassi: The Next Generation. Infine, Rob Estes entrò nel cast per ultimo il 19 maggio, nel ruolo del padre di famiglia Harry Wilson.
Seguirono speculazioni su quali personaggi della serie originale sarebbero apparsi nella nuova serie; la CW confermò che Jennie Garth (Kelly Taylor), Shannen Doherty (Brenda Walsh) e Joe E. Tata (Nat Bussicchio) sarebbero apparsi con ruoli ricorrenti interpretando i personaggi della serie madre. Sachs già conosceva la Garth e quindi le offrì un ruolo ricorrente nella serie; l'attrice accettò senza aver letto neanche il copione, fidandosi delle idee di Sachs. I produttori offrirono alla Garth un ruolo fisso, ma lei optò invece per un ruolo ricorrente. Sachs uscì a cena con la Doherty e le parlò del progetto di 90210; nelle settimane successive, i due elaborarono la sotto-trama di Brenda e la Doherty accettò di apparire ogni tanto come guest star.
Sachs descrisse l'ingaggio di Tata come una coincidenza; un amico disse che Sachs aveva incontrato Tata in un negozio e che gli aveva offerto una parte; l'uomo fu entusiasta ed accettò all'istante. Dopo aver letto la sceneggiatura, Tori Spelling dimostrò interesse per parteciparvi così gli sceneggiatori decisero di dare a Donna la sua propria linea di abbigliamento. La Spelling sarebbe dovuta comparire nell'episodio pilota, ma per ragioni personali e a causa della nascita di sua figlia, decise di apparire più avanti nella stagione. L'11 agosto fu divulgata la notizia che la Spelling si era tirata indietro dopo aver scoperto che avrebbe ricevuto un salario più basso di quello della Garth e della Doherty. A Tori erano infatti stati proposti 20.000 dollari ad episodio, mentre le due ex-colleghe avrebbero ricevuto tra i 40.000 ed i 50.000 dollari per episodio; la Spelling chiese che il suo stipendio fosse alzato alla medesima cifra delle altre due e, quando la produzione rifiutò, lei declinò inizialmente l'offerta ma poi cambiò idea ed alla fine si decise a tornare con un ruolo ricorrente.
Furono assunte diverse guest star, inclusi Kellan Lutz e Meghan Markle. Jessica Lowndes interpreta Adrianna Tate-Duncan, una "dea" del teatro con problemi di droga, e fu in seguito aggiunta al cast regolare dopo l'abbandono di Jessica Walter. Altre guest star includono: Maeve Quinlan nel ruolo di Costance, madre di Adrianna, Josh Henderson nel ruolo di Sean, un ragazzo che si presenta come il figlio biologico di Harry e Tracy Clark ma che si rivela in seguito un truffatore, Lauren London nel ruolo della cheerleader Christina ed infine Aimee Teegarden nel ruolo di Rhonda, una studentessa del "West Beverly".
Il 13 aprile 2009 fu annunciato che la seconda stagione sarebbe ruotata meno intorno ai personaggi della serie originale Jennie Garth e Shannen Doherty per dare una spinta agli ascolti e per far camminare lo show sulle sue gambe. Fu inoltre annunciato che Dustin Milligan non sarebbe tornato nella seconda stagione, mentre Matt Lanter sarebbe stato aggiunto al cast fisso. Il personaggio di Christina Whitney, interpretato da Lauren London, sarebbe dovuto diventare uno dei protagonisti della serie, ma, a causa della gravidanza dell'attrice, il personaggio fu estromesso.
Il 1º giugno 2009, TV Guide riportò che la produzione era in cerca di un attore per ricoprire il ruolo di Teddy, un campione di tennis di ritorno al "West Beverly"; l'attore e modello Trevor Donovan fu in seguito assunto per la parte. Rumer Willis e John Schneider (Smallville) furono scritturati in ruoli ricorrenti, rispettivamente in quello della prima studentessa lesbica del "West Beverly" (una sorta di rimpiazzo per il personaggio di Lauren London) e in quello del patrigno di Liam, un chirurgo plastico.
Il 3 agosto 2009, Michael Ausiello di EW riportò che l'attrice Ann Gillespie sarebbe tornata nella seconda stagione per un arco di episodi; Jackie, il suo personaggio, sarà di nuovo sobrio, cercherà di riappacificarsi con le figlie ed ha qualche sorpresa per loro. Il 7 agosto 2009, Korbi TV riportò che Travis Van Winkle era stato ingaggiato per interpretare Jamie, uno studente della "California University", protagonista di un arco di episodi. Il 24 agosto 2009, TV Guide riportò che Gillian Zinser era stata assunta per il ruolo di Ivy, una sexy surfista che attirerà le attenzioni sia di Dixon che di Liam; Kelly Lynch fu scritturata nel ruolo di sua madre, Laurel Sullivan, un ex hippie che crede "nell'amore libero, nel potere della musica, nella legalizzazione della marijuana e che vede la figlia Ivy come il suo più grande successo". Michael Ausiello di "EW" annunciò che l'attore Hal Ozsan (Dawson's Creek) era stato assunto, per diversi episodi, nel ruolo del supervisore del giornale scolastico. TV Guide confermò che Scott Patterson (Gilmore Girls) era entrato nella serie per interpretare il ruolo ricorrente di Jack Court, il padre di Liam, un ex-truffatore che apre un negozio di attrezzature. Ryan O'Neal fu assunto per interpretare il ruolo di Spence Montgomery, il disfunzionale padre di Teddy, in un arco di episodi a partire da quelli in onda (in Patria) da aprile 2010.
Rob Estes e Jennie Garth hanno annunciato, tra marzo ed aprile del 2010, che entrambi non avrebbero ripreso i loro ruoli rispettivamente di Harry Wilson e Kelly Taylor nella terza stagione perché desideravano dedicarsi ad altri progetti.
Quando Rebecca Sinclair lasciò le redini della serie al termine della terza stagione, Patti Carr e Lara Olsen apportarono nuovi cambiamenti al cast: la Loughlin lasciò la serie perché i personaggi sarebbero andati al college all'inizio della quarta serie e quindi non si riteneva più utile il suo personaggio, così come quello interpretato da Ryan Eggold. Trevor Donovan venne declassato da personaggio regolare a personaggio ricorrente e compare solo per 6 episodi della stagione, mentre nella quinta compare per molti più episodi.
Con l'annuncio del rinnovo per la quinta stagione, Gillian Zinser dichiarò la sua intenzione di non partecipare più alla serie.

## Distribuzione

### Edizioni home video
| Stagione          | Data di uscita USA | Data di uscita Italia | Numero di Dischi | Contenuti Speciali | Lingue                                         |
| ----------------- | ------------------ | --------------------- | ---------------- | --- | ---------------------------------------------- |
| 1                 | 11 agosto 2009     | 25 maggio 2010        | 6                | Un giorno nella vita di Ryan Eggold; La moda di 90210; La musica di 90210; Codici di comportamento; Tour sul set: il palazzo - il Peach Pit - il West Beverly High; Il revival di un classico: dietro le quinte di 90210 | Inglese; Italiano; Francese; Tedesco; Spagnolo |
| 2                 | 24 agosto 2010     | 20 luglio 2011        | 6                | Nuove facce stesso dramma; Dalle colline alla spiaggia; Benvenuti al Beach; Club; Squadra di surf; Tour del set; Adrianna e Navid; Retrospettiva | Inglese; Italiano; Francese                    |
| 3                 | 30 agosto 2011     | 22 agosto 2012        | 6                | In uscita; Dietro le quinte con Michael Steger e Matt Lanter; Kime Buzzelli, artista; Un matrimonio a Beverly Hills; Retrospettiva di una stagione: L'ultimo anno; Scene eliminate | Inglese; Italiano; Francese                    |
| 4                 | 2 ottobre 2012     | 21 agosto 2013        | 6                | "Cast and Crew" con commenti su episodi selezionati, Tour Set; Appartamento di Dixon, Mansion di Naomi, Offshore, l'Unione degli studenti. Spogliatoio Bagni: capelli e il trucco di 90210, Creazione Beats: La musica di 90210, Stagione In Recensione: Freshman Year. I Don't Want You Anymore Music dei grandi Music Video, trailer still; Scene tagliate | Inglese; Italiano; Francese                    |
| 5                 | 8 ottobre 2013     | Prossimamente         | 5                | Commento di cast e troupe al centesimo episodio; Tour Set; Appartamento di Silver, l'Offshore 2.0. Casting 90210, dal copione allo schermo: creare un episodio, Riassunto della stagione: l'Ultimo capitolo. 90210 4ever: retrospettiva; Scene Eliminate; Rullo delle gag                                                                                    | Inglese; Italiano                              |
| La serie completa | 8 ottobre 2013     | Prossimamente         | 37               | | Inglese; italiano                              |